# Blas
Der Blas (altertümlich: Spaut) ist die nach dem Tauchvorgang ausgeatmete Atemluft von Walen. Die Luft wird mit hohem Druck ausgestoßen und ist mit Feuchtigkeit gesättigt. Wenn sie das Blasloch verlassen hat, entspannt sie sich, wobei durch den geringeren Druck und die niedrigere Außentemperatur die Feuchtigkeit der Atemluft kondensiert und als Nebelfontäne sichtbar wird. Der Blas ist also keine Wasserfontäne wie beim Springbrunnen, wie es auf alten Zeichnungen der Seefahrer oft gezeigt wird.
Oft kann man die Anwesenheit und Art von Walen als erstes durch den Blas erkennen. Auch Form und Größe der Nebelfontäne sind tierartlich verschieden. Bartenwale haben zwei Blaslöcher und erzeugen meist einen V-förmigen Blas, der bei Glattwalen bis zu 8 m hoch schießen kann. Der Blas von Finnwalen und Blauwalen ist birnenförmig und bei Finnwalen bis zu 5 m, bei Blauwalen bis zu 12 m hoch. Zahnwale haben nur ein Blasloch. Beim Pottwal, einem Zahnwal, ist der Blas um etwa 45° nach links vorne geneigt.

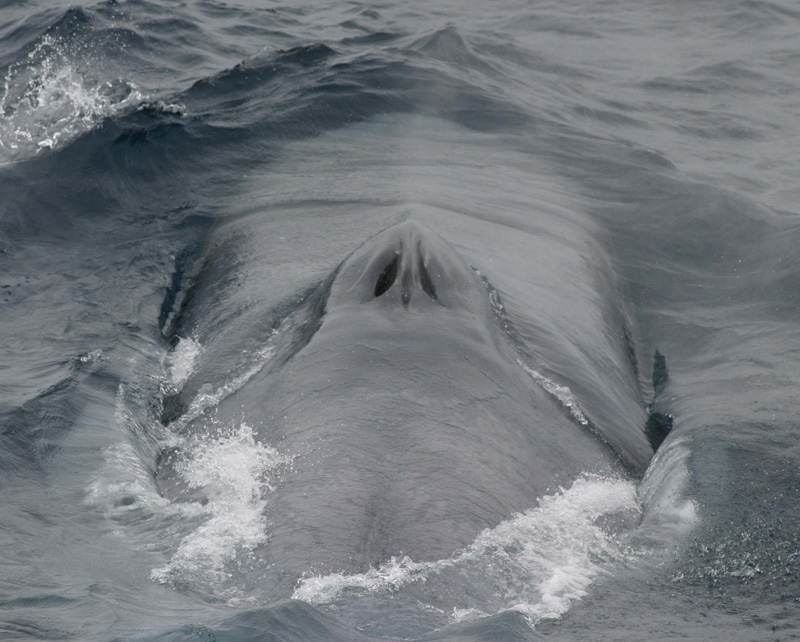
Bartenwale haben zwei Blaslöcher (hier: Blauwal)
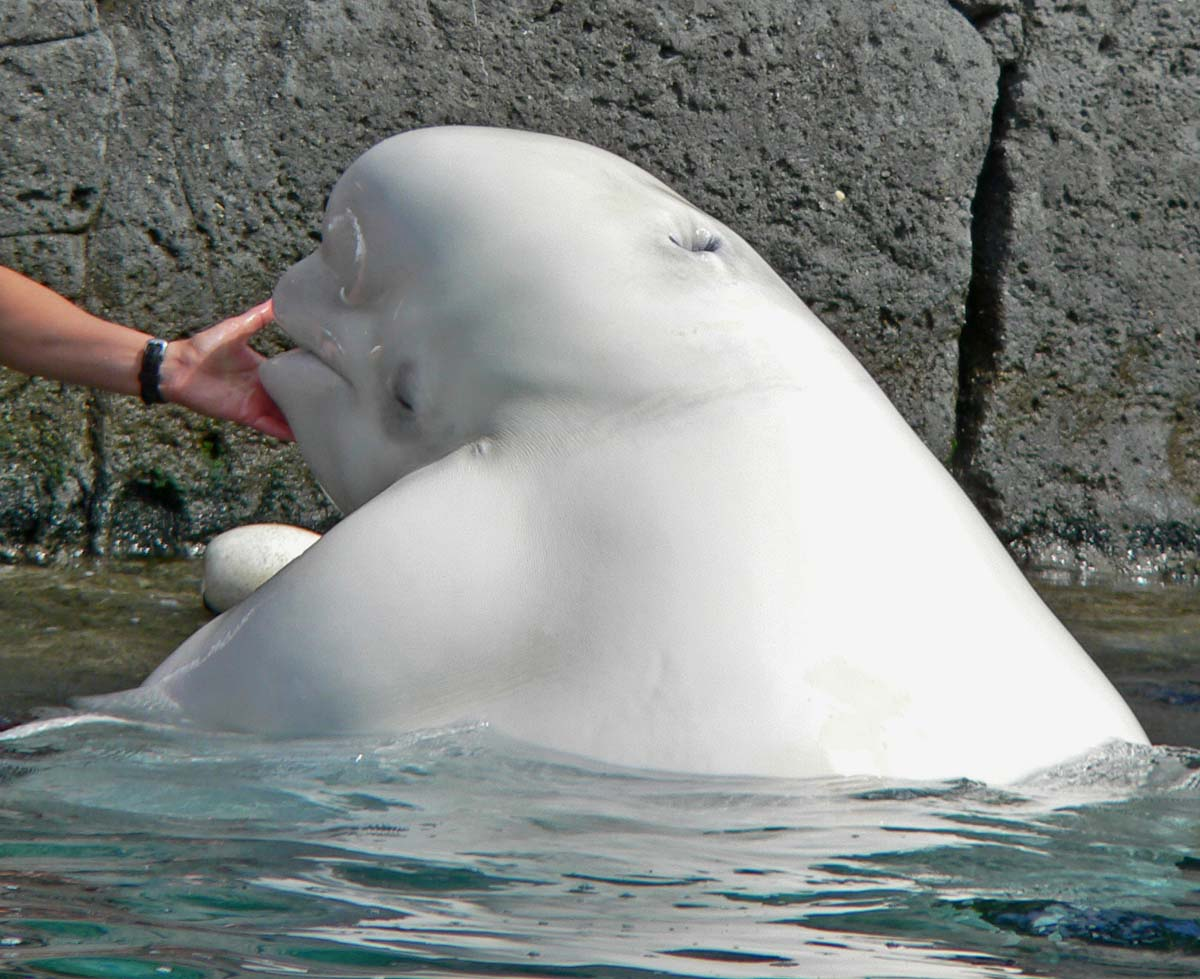
Zahnwale haben ein Blasloch (hier: Weißwal)
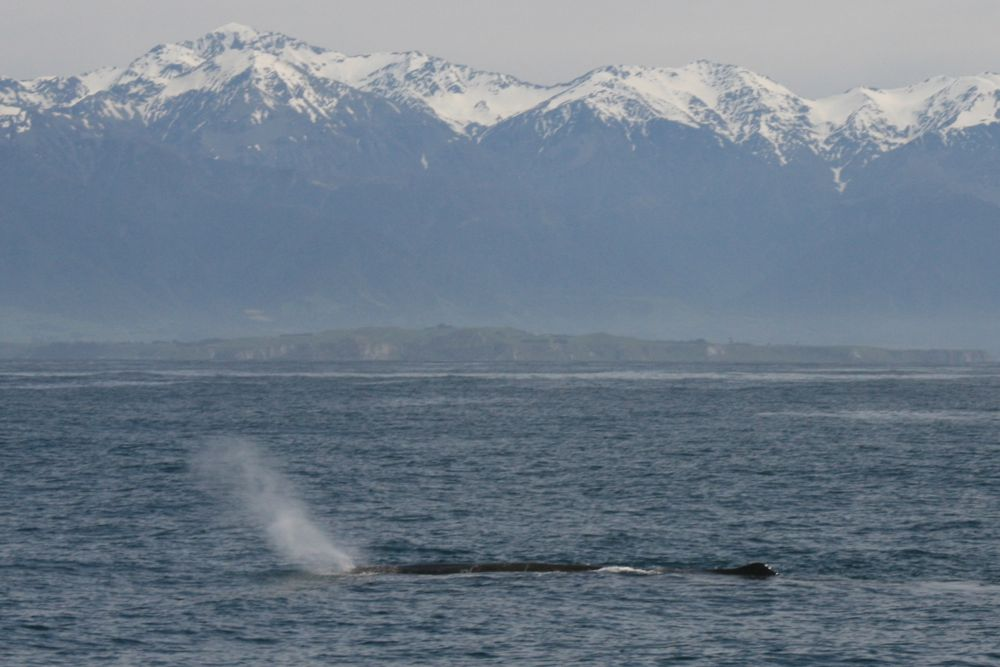
Blas eines Pottwals mit typischer 45° Neigung
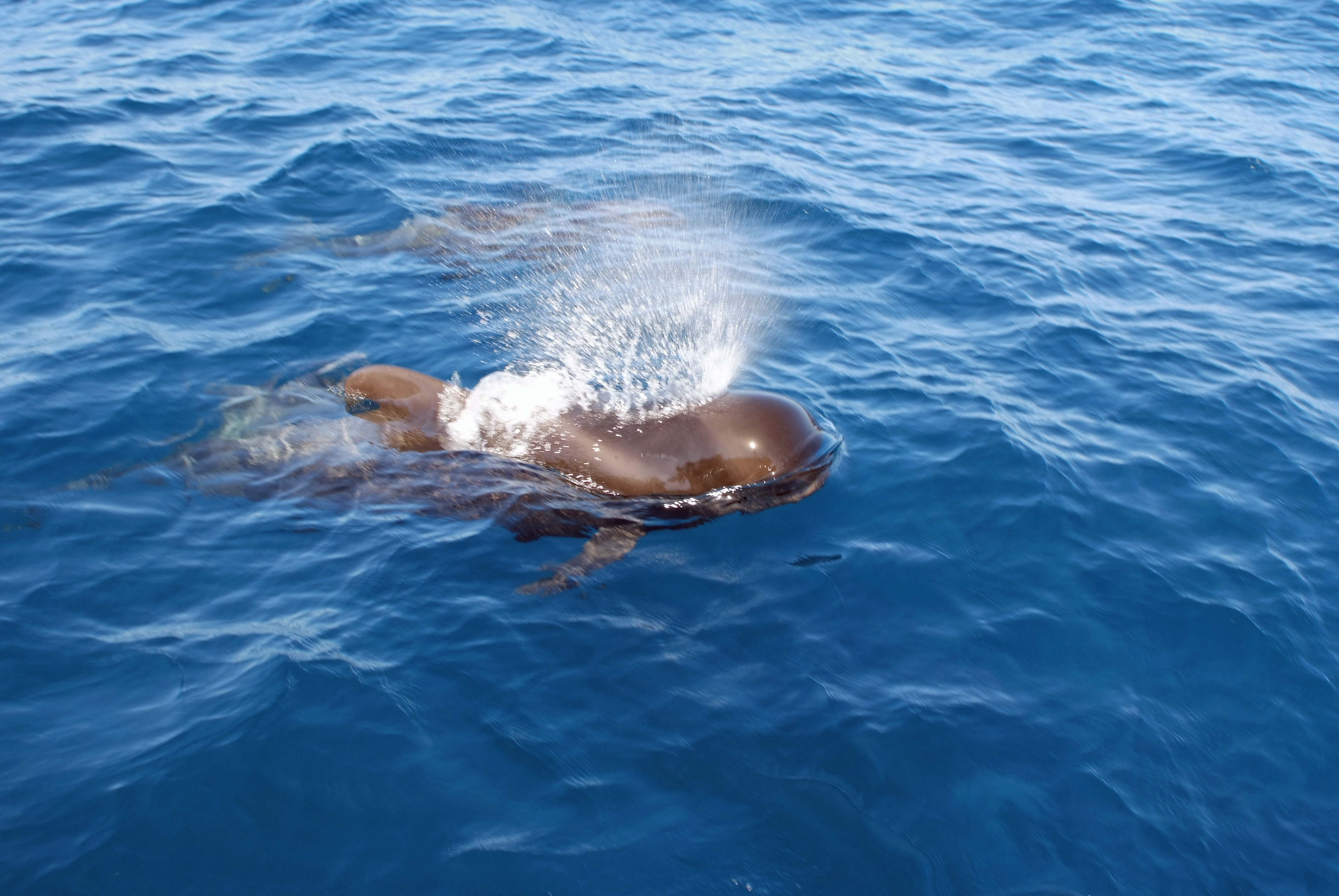
Blas eines Grindwals (hier ein Jungtier)